# Glossosoma hazbanicum
Glossosoma hazbanicum är en nattsländeart som beskrevs av Botosaneanu in Botosaneanu och Gasith 1971. Glossosoma hazbanicum ingår i släktet Glossosoma och familjen stenhusnattsländor. Inga underarter finns listade i Catalogue of Life.